# Ronda (Cebu)
Ronda é um município de  quinta classe de renda municipal (d) na província Cebu, nas Filipinas. De acordo com o censo de 1 de maio  de  2020 possui uma população de 21 005 pessoas e 5 450 domicílios.